# حيوات موازية

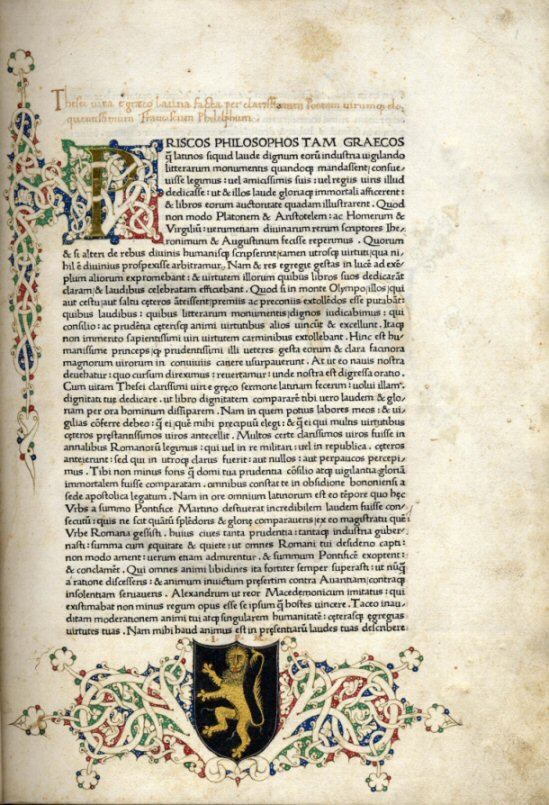
صفحة من كتاب "الحَيوات الموازية" طُبعت في روما عام 1470، من مجموعة جامعة ليدز.

حَياة أعلام الإغريق والرُومان، والمعروف باسم حَيوات موازية (بالإغريقية: Βίοι Παράλληλοι) وبعض الأحيان حَيوات بلوطرخس، هو عبارة عن سلسلة من 48 سيرة ذاتية لشخصيات مشهورة، مرتبة في أزواج تهدُف لالقاء الضوء على فضائلهم المُشتركة أو إخفاقاتهم، كُتبه الفيلسوف والمؤرخ الإغريقي «بلوطرخس» في بداية القرن الثاني الميلادي. الحيوات الموازية الباقية تتكون من 23 زوجًا من السير الذاتية، كل زوج يتكون من يوناني واحد وروماني من مصير مماثل، مثل «الإسكندر الأكبر» و«يوليوس قيصر»، أو«ديموستيني» و«شيشرون». يُعتبر العمل ذو أهمية كبيرة، ليس فقط كمصدر للمعلومات حول الأفراد المذكورين، ولكن أيضًا عن الأوقات التي عاشوا فيها.

## الدافع
كانت الحَيوات موازية هي المجموعة الثانية من أعمال السيرة الذاتية لـ«بلوطرخس»، بعد حياة الأباطرة الرومان من «أغسطس» إلى «فيتليوس». من بين هؤلاء، لم يبق سوى حياة «غالبا» و«أوثو».
كما يشرح في الفقرة الأولى من كتابه "حياة الإسكندر"، لم يكن «بلوطرخس» مهتمًا بكتابة التواريخ، ولكن باستكشاف تأثير الشخصية، سواء كانت جيدة أو سيئة، على حياة ومصير الرجال المشهورين. لقد رغب في إثبات أن الماضي البعيد لليونان يمكن أن يُظهر رجال العمل والإنجاز بالإضافة إلى ماضي روما الأقرب. كان اهتمامه أخلاقيًا في المقام الأول، على الرغم من أن كتابه لهُ قيمة تاريخية كبيرة أيضًا. نشر «بلوطرخس» الكتاب في وقت مُتأخر من حياته بعد عودته إلى خيرونيا، وإذا كان بإمكان المرء الحكم من القوائم الطويلة للسُلطات المُقدمة، فلا بد أن تجميعه قد استغرق سنوات عديدة.

### السير الذاتية المفقودة
من المُفترض أن أربعة من الحيوات الموازية لـ«بلوطرخس» مفقودة، تلك الخاصة بـ «ثيميستوكليس» و«كاميلوس» ؛ «بيروس» و«ماريوس» ؛ «فوكيون» و«كاتو» ؛ «الإسكندر» و«قيصر».

## السير الذاتية
بنى «بلوطرخس» كتابه من خلال مزاوجة حياة مشاهير اليونانيين مع حياة مشاهير الرومان. بعد كل زوج من الحياة، يكتب بشكل عام مقارنة بين السير الذاتية السابقة. يعطي الجدول أدناه قائمة السير الذاتية. يتبع ترتيبها الترتيب الموجود في "كتالوج لامبرياس"، قائمة أعمال «بلوطرخس» التي قام بها ابنه الافتراضي «لامبرياس». بالإضافة إلى هذه الحيوات الموازية الـ 48، كتب «بلوطرخس» أربع سير ذاتية إضافية غير متزاوجة والتي على الرغم من عدم اعتبارها جزءًا من الحيوات الموازية، يمكن تضمينها في مصطلح "حيوات بلوتارخ"، موضوعات هذه السير الذاتية الأربع هي «أرتحششتا»، «أراطوس»، «غالبا» و«أوثو».
| رقم  | الإغريق         | الإغريق         | الرومان                          | الرومان                |
| رقم  | الحياة          | السنوات         | الحياة                           | السنوات                |
| ---- | --------------- | --------------- | -------------------------------- | ---------------------- |
| 1    | ثيسيوس          | أسطوري          | رومولوس                          | 771–717 ق.م            |
| 2    | ليكرجوس         | 820 ق.م         | بومبيليوس                        | 715–673 ق.م            |
| 3    | ثيميستوكليس     | 524–459 ق.م     | كاميلوس                          | 446–365 ق.م            |
| 4    | سولون           | 638–558 ق.م     | بوبليكولا                        | 503 ق.م                |
| 5    | بريكليس         | 495–429 ق.م     | ماكسيموس                         | 275–203 ق.م            |
| 6    | ألكيبيادس       | 450–404 ق.م     | كوريولانوس                       | 475 ق.م                |
| 7    | إبامينونداس     | 362 ق.م         | سكيبيو الإفريقي الأكبر أو الأصغر | 236–183 أو 185–129 ق.م |
| 8    | فوكيون          | 402–318 ق.م     | كاتو الأصغر                      | 95–46 ق.م              |
| 9–10 | أجيس الرابع     | 245 ق.م         | تيبريوس جراكوس                   | 164–133 ق.م            |
| 9–10 | كليومينس الثالث | 219 ق.م         | غايوس جراكوس                     | 154–121 ق.م            |
| 11   | تيموليون        | 411–337 ق.م     | لوسيوس ماسيدونيكوس               | 229–160 ق.م            |
| 12   | يومينس          | 362–316 ق.م     | سيرتوريوس                        | 123–72 ق.م             |
| 13   | أريستيدس        | 530–468 ق.م     | كاتو الأكبر                      | 234–149 ق.م            |
| 14   | بيلوبيداس       | 364 ق.م         | مارسيليوس                        | 268–208 ق.م            |
| 15   | ليساندر         | 395 ق.م         | سولا                             | 138–78 ق.م             |
| 16   | بيروس           | 319/318–272 ق.م | ماريوس                           | 157–86 ق.م             |
| 17   | فيلوبويمين      | 253–183 ق.م     | فلامينينوس                       | 229–174 ق.م            |
| 18   | نيكياس          | 470–413 ق.م     | كراسوس                           | 115–53 ق.م             |
| 19   | كيمون           | 510–450 ق.م     | لوكولوس                          | 118–57/56 ق.م          |
| 20   | ديون            | 408–354 ق.م     | بروتس                            | 85–42 ق.م              |
| 21   | أجيسيلاوس       | 444–360 ق.م     | بومبيوس                          | 106–48 ق.م             |
| 22   | الإسكندر        | 356–323 ق.م     | قيصر                             | 100–44 ق.م             |
| 23   | ديموستيني       | 384–322 ق.م     | شيشرون                           | 106–43 ق.م             |
| 25   | ديميتريوس       | 283 ق.م         | أنطونيوس                         | 83–30 ق.م              |

## الأستقبال

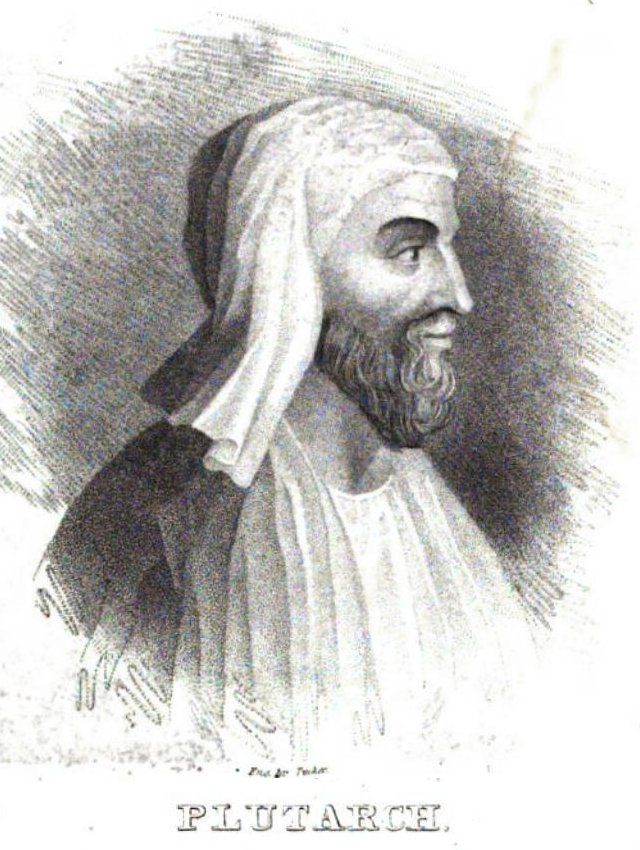
تَصوير لـ «بلوطرخس» من سنة 1836.

من السير الذاتية في الكتاب، استشهد العديد من الخُبراء بسيرة «أنطونيوس» باعتبارها واحدة من روائع السلسلة. في عام 1895، كتب «جورج ويندهام» أن السير الذاتية التي تأتي بالمرتبة الأولى هي تلك الخاصة لـ «ثيميستوكليس» و«ألكيبيادس» و«ماريوس» و«كاتو الأكبر» و«الإسكندر» و«ديميتريوس» و«أنطونيوس» و«بومبيوس». أشاد «بيتر ديبيرو» بتصوير «بلوطرخس» لـ«ألكيبيادس» باعتباره "تحفة في الوصف" في مراجعة لنُسخة من ترجمة «أرثر كلوف» عام 1859، تم الإشادة بوصف «بلوطرخس» لـ«أنطونيوس» و«كوريولانوس» و«ألكيبيادس» و«كاتو الأكبر».
وجد المراجعون أن أقوال «ثيميستوكليس» كانت "ثلجية ورائعة"، وأقوال «فوكيون» "فظة وحادة"، وأقوال «كاتو الأكبر» "خطيرة ومضحكة بذكاء". أشاد «كارل روليسون» بسيرة «قيصر» كدليل على أن «بلوطرخس» "مليء بالإدراك" وذكر أنه لم يسبقه كاتب سيرة في تلخيص جوهر الحياة - ربما لأنه لم يؤمن كاتب سيرة مُعاصرة بشكل مكثف كما فعل «بلوطرخس» في "رُوح الرِجال".
كُل من المؤرخين «جون لانغورن»، و«ويليام لانغورن»، أشار إلى أن الكاتب الفرنسي «آميوت»، نشر ترجمة فرنسية للعمل في عهد «هنري الثاني» في عام 1558؛ ومن هذا العمل تُرجم إلى اللغة الإنجليزية في زمن الملكة «إليزابيث». لم تظهر أي ترجمة أخرى للعمل حتى وقت «درايدن».